# Société mathématique d'Édimbourg
La Société mathématique d'Édimbourg (en anglais : Edinburgh Mathematical Society) est une société savante de mathématique pour les universitaires en Écosse.

## Histoire
La Société a été fondée en 1883 par un groupe d'enseignants et d'universitaires d'Édimbourg, à l'initiative d'Alexandre Noël Fraser et Andrew Jeffrey Gunion Barclay, tous deux membres de la Royal Society of Edinburgh et enseignants de mathématiques au George Watson's College (en), et Cargill Gilston Knott, l'assistant de Peter Guthrie Tait, professeur de physique à l'Université d'Édimbourg. Le premier président, élu lors de la première réunion le 2 février 1883, est J. S. Mackay, le responsable du master de mathématiques à l'Académie d'Edimbourg.
La Société a été fondée à une époque où diverses sociétés mathématiques sont créées à travers le monde, mais il est rare d'être fondée par des enseignants de l'école plutôt que de professeurs d'université. C'est parce que, en raison du très petit nombre de postes universitaires en mathématiques en Écosse, à l'époque, de nombreux spécialistes diplômés en mathématiques ont choisi de devenir enseignants à la place. Les cinquante-cinq membres fondateurs comportent des enseignants, des ministres et des étudiants, ainsi qu'un certain nombre de chercheurs de l'université de Cambridge. La proportion d'enseignants est restée élevée par rapport à d'autres sociétés mathématiques, et en 1926, les membres universitaires représentaient seulement un tiers du total des membres. Cependant, la domination des enseignants en nombre au sein de la société a décliné vers les années 1930, et entre 1930 et 1935 aucun article n'a été présenté dans les Proceedings par des enseignants. Ceci est dû à une augmentation du nombre de postes de professeurs disponibles et la nouvelle exigence pour les enseignants à suivre une année supplémentaire de formation professionnelle.
La société mathématique d'Édimbourg est aujourd'hui principalement axée pour les universitaires.

## Activité
La Société organise et finance des réunions et d'autres événements de recherches à travers l'Écosse. Il y a normalement huit réunions par an, au cours desquelles des conférences sont présentées par des mathématiciens.
Tous les quatre ans, il décerne le Prix Whittaker à un mathématicien remarquable ayant une relation avec l'Écosse. La Société est une société membre de la Société mathématique européenne, et en 2008, elle devient membre du Council for the Mathematical Sciences (en).

## Revues
La Société publie une revue académique, les Proceedings of the Edinburgh Mathematical Society, publiée par Cambridge University Press  (ISSN 0013-0915). La publication des Proceedings a débuté en 1884, et la revue est publiée trois fois par année. Il couvre toute une gamme de mathématiques pures et appliquées.
Entre 1909 et 1961, la Société a également publié les Edinburgh Mathematical Notes, sur la suggestion de George Alexander Gibson, professeur à l'Université de Glasgow, qui souhaitait enlever les articles les plus élémentaires ou pédagogiques des Proceedings.